# Eric Geddes
Sir Eric Campbell Geddes (1875. szeptember 26. – 1937. június 22.) brit üzletember, konzervatív politikus.

## Élete

### Ifjúkora
1875. szeptember 26-án született Brit Indiában, Auckland Campbell Geddes fiaként. Később egy öccse született, aki az apja nevét kapta. Később a család hazatért az Egyesült Királyságba. Az Oxfordi Katonai Akadémián és az edinburghi Merchiston Castle school-on végezte tanulmányait. Tanulmányainak elvégzése után Amerikába ment szerencsét próbálni. Nagy tapasztalatot szerzett fakitermelésben, a déli államok területén. Később vasútépítési tevékenységet folytatott, és vezetése alatt kapcsolódott össze vasútilag az Egyesült Államokban Baltimore és Ohio, Indiában pedig Rohilkund és Kumaon. Az 1900-as évek elején visszatért az Egyesült Királyságba, és nagy tapasztalatának köszönhetően az Északkeleti Vasúttársaság (North-Eastern Railway Company) 1906-ban leszerződtette. A háború kitöréséig a vasúttársaságnál dolgozott.

### Családja
A Geddes család erős skót gyökerekkel rendelkezett, feltehetően emiatt végezte Eric is edinburghben felsőfokú tanulmányait. Geddes 1900-ban vette feleségül Gwendolen-t Reverend Stokes lányát. Három fiuk született.

### Politikai pályafutása
Geddes igen közeli kapcsolatban állt David Lloyd George-al, így a háború alatt egyike lehetett a kormány által foglalkoztatott üzletembereknek. 1915-ben a lőszerellátás főigazgatójává nevezték ki, s ezen pozícióját 1916-ig töltötte be. 1916-ban a brit kormánynak sürgősen szüksége volt, egy vasúti szakértőre, hogy a Franciaországban harcoló brit katonák utaztatását megkönnyítsék. Sir Douglas Haig választása Geddesre esett. Geddes a feladatát olyan jól végezte el, hogy néhány hónapon belül a katonai vasútvonalak vezérigazgatójává nevezték ki polgári rangban. És mivel rendelkezett katonai múlttal, a katonai vezetés hálából vezérőrnaggyá léptette elő. Szolgálataiért 1916-ban V. György brit király lovaggá ütötte.
1917-ben a haditengerészethez került, mint adatkezelő, és rövidesen tiszteletbeli altengernagyi rangot kapott. Javaslatára a brit hajógyárak teljesítményének növelése érdekében a hajógyárakat ideiglenesen egy vezetőség irányítása alá vonta. Sir Edward Carson 1917-ben lemondott az Admiralitás első lordja címéről, így a poszt rövid ideig üres maradt. A hely betöltője végül Geddes lett – akit ezzel egy időben a brit alsóház (House of Commons) tagjává választottak. Közben a javaslatára megtörtént hajógyár vezetés összevonásoknak köszönhetően a brit hajógyártás kapacitása rohamosan nőtt, s végül ennek köszönhetően tudták meggyengíteni a német korlátlan tengeralattjáró-háborút. Címéről 1919. január 10-én mondott le.
David Lloyd George kormányában mint közlekedésügyi-miniszter tevékenykedett 1919-21 között. A politikától 1921-ben vonult vissza, mely után – kisebb szereplésektől eltekintve – már nem sokszor tűnt fel a közéletben. 1937-ben, 61 éves korában elhunyt.